# Pnigalio monilicornis
Pnigalio monilicornis är en stekelart som först beskrevs av Zetterstedt 1838.  Pnigalio monilicornis ingår i släktet Pnigalio och familjen finglanssteklar. Arten är reproducerande i Sverige. Inga underarter finns listade i Catalogue of Life.